# Anna-Grethe Dahl
Anna-Grethe Dahl (født 17. august 1951 i Voldum er en dansk politiker. Hun var i perioden 1998 til 2002 borgmester for Hadsten Kommune, på daværende tidspunkt valgt for Socialdemokraterne. Fra 30. november 2011 – 31. december 2013 var hun løsgænger i Favrskov Byråd.

## Fodnoter
1. ↑  Danske Kommuner
2. ↑  "Anna-Grethe Dahl har forladt socialdemokraterne - Favrskovposten". Arkiveret fra originalen 10. april 2015. Hentet 8. april 2013.

|  | Artiklen om Anna-Grethe Dahl kan blive bedre, hvis der indsættes et (bedre) billede Du kan hjælpe ved at afsøge Wikimedia Commons for et passende billede eller uploade et godt billede til Wikimedia Commons iht. de tilladte licenser og indsætte det i artiklen. |